# Investigador de policía
Investigador de policía, inspector de policía, agente de policía o agente de la policía investigadora es un agente de la autoridad policial, que cumple funciones policiales represivas o de policía judicial.
En Brasil y en muchos otros países como México, es una carrera de la Policía Civil o de la Policía Judicial, y su principal atribución es realizar tareas de investigación policial.
Utilizado en la mayoría de las Policías Civiles en muchos países, el calificativo de 'Investigador de Policía' es sustituido, a veces, por la denominación 'Inspector de Policía' o 'Agente de Policía'. En la Policía Federal de Brasil, la carrera equivalente es denominada 'Agente de Policía Federal'.
La finalidad principal del 'Investigador de Policía' es investigar, o sea y entre otras cosas, buscar y concretar pruebas, en ciertos casos preservar los lugares de ocurrencia de los delitos para ulteriores investigaciones y comprobaciones, buscar sospechosos y testigos, etc.

## Detalle de atribuciones
Son funciones del 'Investigador de Policía', entre otras :
- Proceder a tareas de investigación para el establecimiento de las causas, circunstancias y autoría de las infracciones penales y administrativas. Por ejemplo, determinar quienes actuaron de campana, y quienes facilitaron o efectuaron interceptaciones telefónicas (escuchas telefónicas, intervenciones telefónicas), y quienes consiguieron las armas, y quienes comercializaron objetos robados, y quienes fueron los ejecutores directos de los actos criminales, etc.

- Efectuar diligencias policiales, y dar cumplimento a mandatos de prisión y a tareas de búsqueda y aprehensión.

- Participar en la gestión de datos, informaciones, y conocimientos, referidos a actividades investigativas y al cumplimiento de penas.

- Ejecutar las acciones necesarias para la seguridad pública y para el mejor cumplimiento de las propias investigaciones policiales.

- Diligenciar interrogatorios, y cumplir, mediante certificación y despacho de una autoridad policial, actos de traslados y de supervisión de penados o de indagados.

- Ejecutar acciones para la búsqueda o identificación de personas, incluyendo labores de lofoscopia.

- Recabar datos objetivos y subjetivos pertinentes, relativos a hallazgos o vestigios encontrados en bienes y lugares vinculados con la comisión de infracciones penales, con fines de apoyo a la justicia.

## Requisitos para el ingreso de aspirantes
Para ingresar en la carrera se exige determinado nivel de estudio.
En Brasil, se exige haber terminado algún nivel superior en cualquier área, salvo en los estados de Pernambuco, Roraima, Rondônia, y Acre, donde aún solamente es exigido el nivel medio.
La mayoría de los policías estaduales en Brasil, también deben cumplir como requisito obligatorio para el ingreso en la carrera, poseer Carteira Nacional de Habilitação (Categoría B), ya que una de las atribuciones del cargo es la de poder conducir vehículos automotores.